# Fönix

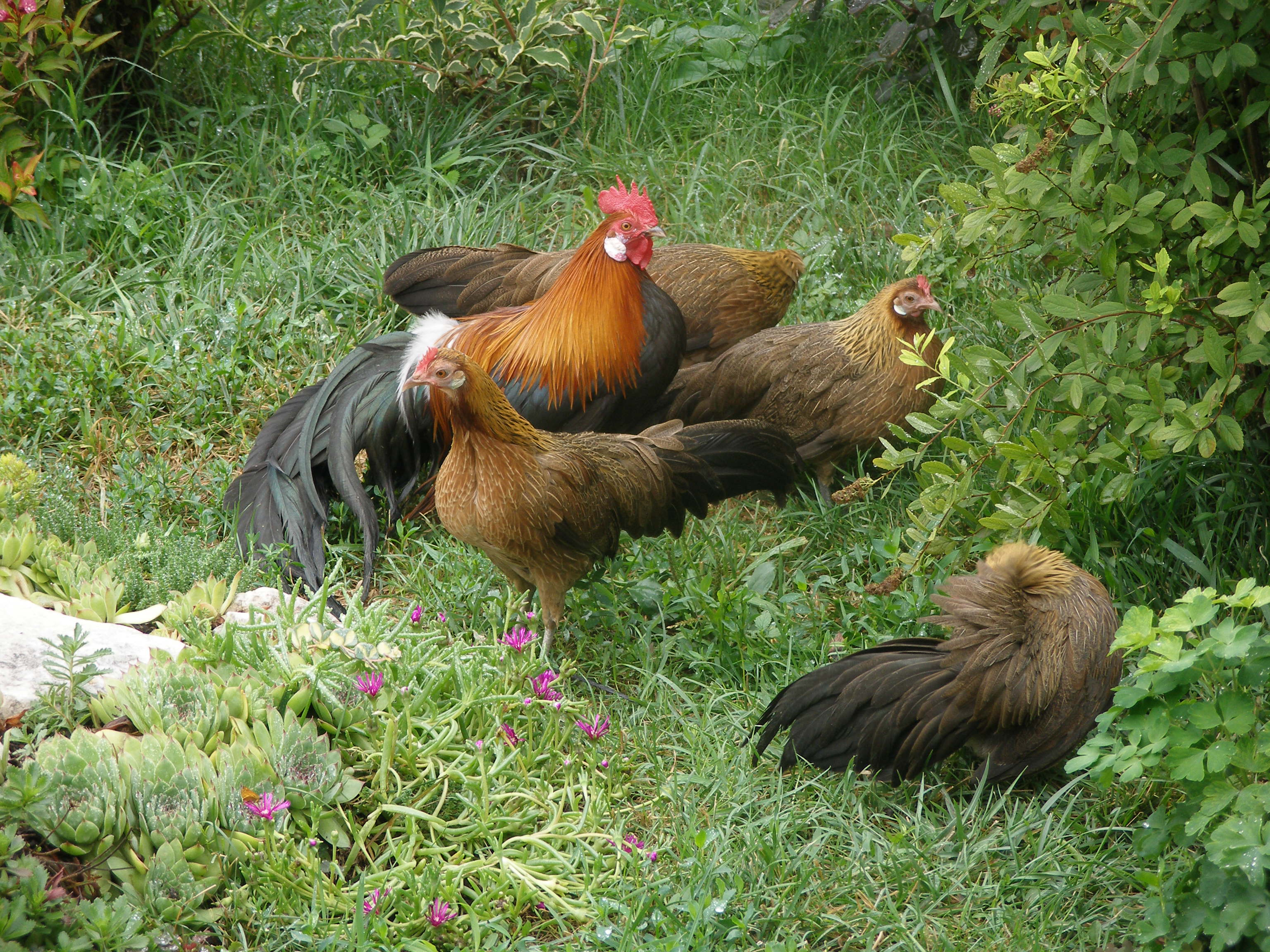
Tupp med hönor.

Fönix är en lätt hönsras som kom till Europa från Japan i slutet av 1800-talet. Det är en mycket selektivt avlad ras som främst hålls som prydnadsras. Den har avlats fram från den japanska rasen onagadori.
Utmärkande för rasen är att tuppen har ganska långa, svepande stjärtfjädrar. Fönix ruggar sina stjärtfjädrar varje år och kan därför inte få längre än ca 150cm långa stjärtar. Det finns vissa stammar av Fönix som kan låta fjädrarna växa i två år innan de ruggas bort. Ofta förväxlas Fönix med rasen Onagadori. En dvärgvariant framavlades i Tyskland. 
En höna väger 1,5-2 kilogram och en tupp väger omkring 2 kilogram. För dvärgvarianten är vikten för en höna cirka 700 gram och för en tupp 800 gram. Fönix är medelmåttiga värphöns. Äggen av stor ras har gulvitaktig skalfärg och väger ungefär 45 gram. Dvärgvariantens ägg har gulaktig skalfärg och väger ungefär 25 gram. Hönorna ruvar bra och ser efter kycklingarna väl.

## Färger
- Guldhalsad
- Orangehalsad
- Silverhalsad
- Viltfärgad
- Vit
- Svart